# Corvelle (Sarria)
Corvelle (llamada oficialmente Santa María de Corvelle) es una parroquia y una aldea española del municipio de Sarria, en la provincia de Lugo, Galicia.

## Organización territorial
La parroquia está formada por nueve entidades de población, constando ocho de ellas en el nomenclátor del Instituto Nacional de Estadística español:
- Agra (A Agra)
- Airexe
- Casanova (A Casanova)
- Cima de Vila
- Corvelle
- Lama (A Lama)
- O Piñeiro
- Pedroso (O Pedroso)
- Silva (A Silva)

## Demografía

### Parroquia
| Gráfica de evolución demográfica de Corvelle (parroquia) entre 2000 y 2021 |
|                                                                            |
| Datos según el nomenclátor publicado por el INE.                           |

### Aldea
| Gráfica de evolución demográfica de Corvelle (aldea) entre 2000 y 2021 |
|                                                                        |
| Datos según el nomenclátor publicado por el INE.                       |